# Армия за освобождение на Косово
Армията за освобождение на Косово или АОК (на албански: Ushtria Çlirimtare e Kosovës или UÇK) е бивша паравоенна организация на етническите албанци в Косово, която в края на 1990-те години се бори за отцепване на населените предимно от албанци земи от Сърбия.
Организацията възниква като отговор на действията на сръбската държава, като през 2009 г. съдът на ООН в Хага оповестява, че Сърбия „използва насилие, за да накара значителен брой от косовските албанци да напуснат домовете си и страната, така че сръбските институции да установят контрол над Косово“ чрез „убийства, сексуално насилие“ и други военни престъпления.
Армията за освобождение на Косово е основана в края на 1994 година като военно крило на Народното движение на Косово (НДК). Самото то възниква като комунистическа организация на политически емигранти, напуснали Косово след потушаването на студентските протести през 1981 година. След 1990 година НДК пренася дейността си в Косово, отказва се от комунистическата идеология и заема националистически позиции, критикувайки политиката на мирна съпротива на окупацията, провеждана от доминиращия Демократичен съюз на Косово на Ибрахим Ругова.
Първоначално АОК организира изолирани нападения срещу сръбската полиция и други партизански нападения, но през 1997 година значително разширява дейността си. Тласък за това дава политическият хаос в Албания – там много казарми и складове за оръжие са разграбени от населението и значително количество въоръжение попада в Косово.
През март 1998 година АОК започва мащабни военни действия срещу сръбските сили, поставяйки началото на Косовската война, и до средата на годината поставя под свой контрол около половината от територията на Косово. През лятото сръбската армия започва широка контраофанзива, съпроводена с масови насилия, която предизвиква международна намеса в конфликта.
След намесата на военновъздушните сили на НАТО в нейна подкрепа през 1999 година, АОК успява да постигне победа във войната и фактическата независимост на Косово. За много от албанците – особено тези в Косово, Армията за освобождение на Косово е движение за национално освобождение, докато за сърбите е „терористична организация“.